# Crematogaster gutenbergi
Crematogaster gutenbergi är en myrart som beskrevs av Santschi 1914. Crematogaster gutenbergi ingår i släktet Crematogaster och familjen myror. Inga underarter finns listade i Catalogue of Life.